# Temporada 1983-84 de los Cleveland Cavaliers
La temporada 1983-84 fue la decimocuarta de los Cleveland Cavaliers en la NBA. La temporada regular acabó con 28 victorias y 54 derrotas, ocupando el noveno puesto de la conferencia Este, no logrando clasificarse para los playoffs.

## Elecciones en elDraft
| Ronda | Puesto | Jugador         | Posición  | Nacionalidad   | Universidad    |
| ----- | ------ | --------------- | --------- | -------------- | -------------- |
| 1     | 20     | Roy Hinson      | Pívot     | Estados Unidos | Rutgers        |
| 1     | 24     | Stewart Granger | Base      | Canadá         | Villanova      |
| 2     | 27     | John Garris     | Ala-Pívot | Estados Unidos | Boston College |
| 3     | 50     | Paul Thompson   | Escolta   | Estados Unidos | Tulane         |

## Temporada regular
| División Central    | División Central | División Central | División Central | División Central | División Central | División Central | División Central | División Central |
| Equipo              | G                | P                | %                | PD               | Casa             | Fuera            | Div              |                  |
| ------------------- | ---------------- | ---------------- | ---------------- | ---------------- | ---------------- | ---------------- | ---------------- | ---------------- |
| y-Milwaukee Bucks   | 50               | 32               | .610             | –                | 30–11            | 20–21            | 19–10            |                  |
| x-Detroit Pistons   | 49               | 33               | .598             | 1                | 30–11            | 19–22            | 21–8             |                  |
| x-Atlanta Hawks     | 40               | 42               | .488             | 10               | 31–10            | 9–32             | 16–14            |                  |
| Cleveland Cavaliers | 28               | 54               | .341             | 22               | 23–18            | 5–36             | 11–19            |                  |
| Chicago Bulls       | 27               | 55               | .329             | 23               | 18–23            | 9–32             | 10–20            |                  |
| Indiana Pacers      | 26               | 56               | .317             | 24               | 20–21            | 6–35             | 12–18            |                  |

## Estadísticas
| Rk | Jugador         | Edad | P  | PT | MP   | TC  | TCI  | %TC  | T3  | T3I | %T3  | TL  | TLI | %TL  | RO  | RD  | RT   | AS  | RB  | TAP | BP  | FP  | PTS  |
| -- | --------------- | ---- | -- | -- | ---- | --- | ---- | ---- | --- | --- | ---- | --- | --- | ---- | --- | --- | ---- | --- | --- | --- | --- | --- | ---- |
| 1  | Cliff Robinson  | 23   | 73 | 70 | 32.9 | 7.3 | 16.2 | .450 | 0.0 | 0.0 | .500 | 3.2 | 4.6 | .701 | 2.1 | 8.2 | 10.3 | 2.5 | 0.7 | 0.4 | 2.6 | 2.7 | 17.8 |
| 2  | World B. Free   | 30   | 75 | 71 | 31.7 | 8.3 | 18.8 | .445 | 0.3 | 0.9 | .319 | 5.3 | 6.7 | .784 | 1.2 | 1.7 | 2.9  | 3.0 | 1.3 | 0.1 | 2.1 | 2.9 | 22.3 |
| 3  | Lonnie Shelton  | 28   | 79 | 78 | 26.6 | 4.7 | 9.9  | .476 | 0.0 | 0.1 | .200 | 1.4 | 1.8 | .764 | 1.8 | 3.1 | 4.8  | 2.3 | 1.0 | 0.7 | 2.1 | 3.5 | 10.8 |
| 4  | Geoff Huston    | 26   | 77 | 56 | 26.5 | 4.5 | 9.1  | .498 | 0.0 | 0.1 | .182 | 1.4 | 2.0 | .714 | 0.4 | 0.8 | 1.2  | 5.4 | 0.5 | 0.0 | 1.9 | 1.6 | 10.5 |
| 5  | Jeff Cook       | 27   | 81 | 21 | 24.1 | 2.3 | 4.8  | .486 | 0.0 | 0.0 | .500 | 1.2 | 1.6 | .723 | 2.1 | 3.8 | 6.0  | 1.5 | 0.8 | 0.6 | 1.1 | 3.5 | 5.8  |
| 6  | Roy Hinson      | 22   | 80 | 61 | 23.2 | 2.3 | 4.6  | .496 | 0.0 | 0.0 |      | 0.9 | 1.5 | .590 | 2.2 | 4.1 | 6.2  | 0.9 | 0.4 | 1.8 | 1.4 | 3.8 | 5.5  |
| 7  | John Bagley     | 23   | 76 | 19 | 22.5 | 3.4 | 8.0  | .423 | 0.0 | 0.2 | .118 | 2.1 | 2.6 | .793 | 0.6 | 1.4 | 2.1  | 4.4 | 1.0 | 0.1 | 2.2 | 1.5 | 8.9  |
| 8  | Phil Hubbard    | 27   | 80 | 6  | 22.5 | 4.0 | 7.9  | .511 | 0.0 | 0.0 | .000 | 2.8 | 3.7 | .739 | 2.2 | 2.6 | 4.8  | 1.1 | 0.9 | 0.1 | 1.4 | 3.1 | 10.8 |
| 9  | Paul Thompson   | 22   | 82 | 10 | 21.1 | 3.8 | 8.1  | .467 | 0.1 | 0.5 | .231 | 1.4 | 1.8 | .772 | 1.5 | 2.3 | 3.8  | 1.5 | 0.9 | 0.5 | 0.9 | 2.3 | 9.0  |
| 10 | Ben Poquette    | 28   | 51 | 4  | 16.8 | 1.5 | 3.4  | .439 | 0.0 | 0.1 | .200 | 0.7 | 0.8 | .791 | 1.1 | 2.5 | 3.6  | 1.0 | 0.4 | 0.6 | 0.5 | 2.2 | 3.6  |
| 11 | Stewart Granger | 22   | 56 | 13 | 13.2 | 1.7 | 4.0  | .429 | 0.1 | 0.2 | .308 | 0.9 | 1.3 | .757 | 0.1 | 0.8 | 1.0  | 2.4 | 0.4 | 0.0 | 1.0 | 1.7 | 4.5  |
| 12 | John Garris     | 24   | 33 | 1  | 8.1  | 1.6 | 3.1  | .510 | 0.0 | 0.0 |      | 0.8 | 1.0 | .794 | 1.1 | 1.3 | 2.3  | 0.3 | 0.2 | 0.2 | 0.3 | 1.2 | 4.0  |
| 13 | Geoff Crompton  | 28   | 7  | 0  | 3.3  | 0.1 | 1.1  | .125 | 0.0 | 0.0 |      | 0.4 | 0.9 | .500 | 0.9 | 0.4 | 1.3  | 0.1 | 0.1 | 0.1 | 0.6 | 0.6 | 0.7  |